# Chiavari

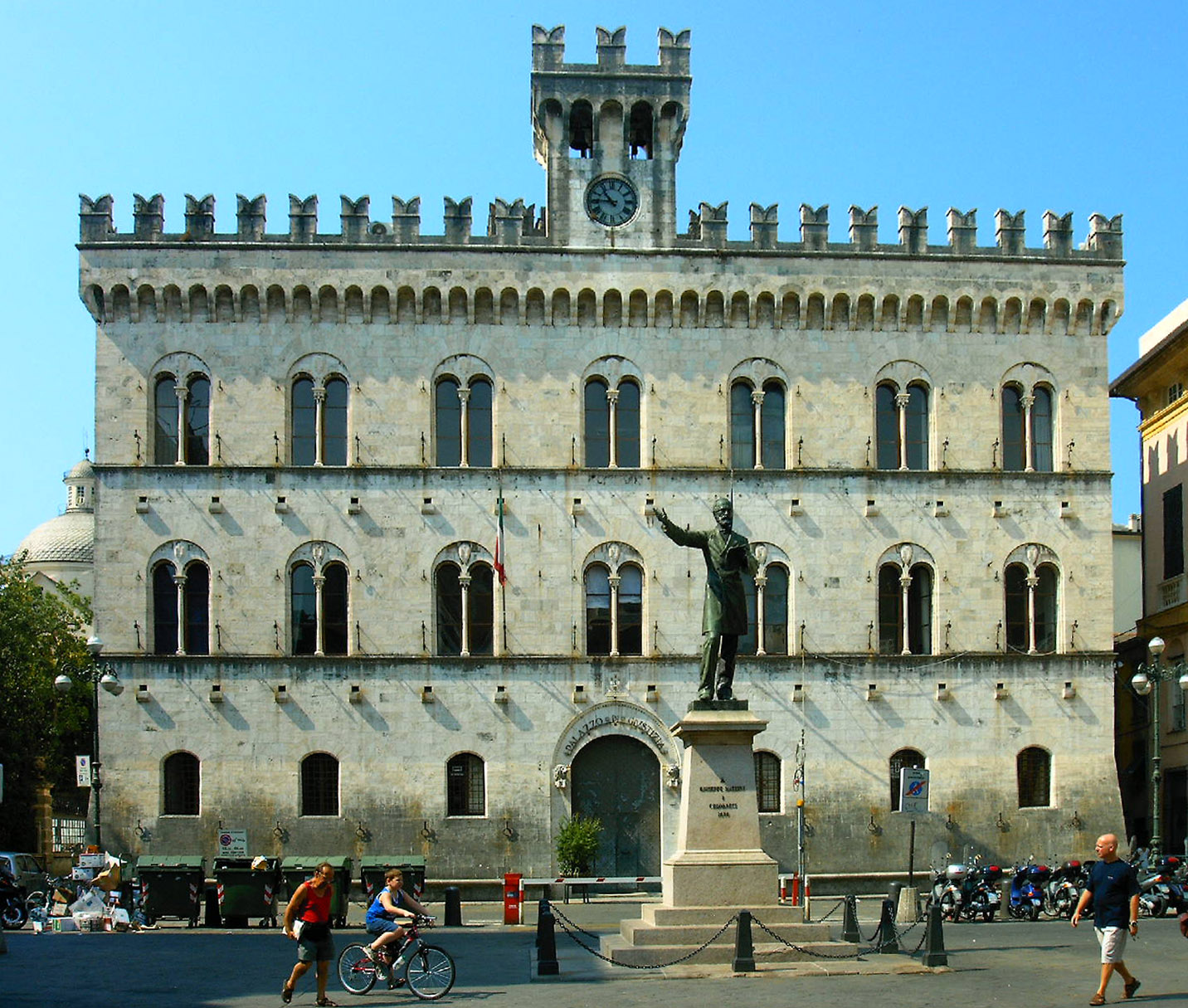
Palazzo di Giustizia

Chiavari – miasto i gmina we Włoszech, w regionie Liguria, w prowincji Genua.
Według danych na rok 2004 gminę zamieszkiwało 27 257 osób, 2271,4 os./km².
Chiavari jest drugą najbardziej zaludnioną miejscowością w okręgu i trzecią co do wielkości mieszkańców w prowincji po Genui i Rapallo. Na liście najbardziej zaludnionych w regionie jest umieszczone na siódmym miejscu po czterech stolicach prowincji, San Remo i Rapallo. Jeśli wziąć pod uwagę jego obszar miejski, Chiavari jest 9. co do wielkości miastem w regionie, poprzedzone stolicami prowincji, Sarzaną, San Remo, Ventimiglą i Rapallo.
Było stolicą Departamentu Apeninów podczas Pierwszego Cesarstwa Francuskiego (1797-1815) i stolicą prowincji (1817-1859) po aneksji do Królestwa Sardynii w 1815, jest nadal ważnym ośrodkiem na otaczających ziemiach.

## Położenie geograficzne
Miasto położone jest nad Morzem Liguryjskim, na tak zwanej Riviera di Levante, w geograficznym centrum terenów nazywanych Tigullio, około 43 km na wschód od Genui.
Graniczy od północy z gminami Leivi i Carasco, od zachodu natomiast Zoagli, a od wschodu Cogorno.